# Гурмак Василь Миколайович
Гурма́к Василь Миколайович (5 січня 1950, Назавизів) — український скульптор. 

## Біографія
Навчався у Косівському технікумі народно-художніх промислів. 1977 року закінчив Львівський державний інститут прикладного та декоративного мистецтва. Серед викладачів були зокрема Мирон Вендзилович, Еммануїл Мисько. Від 1988 року член Національної спілки художників. Працював старшим викладачем графічного відділення Українського поліграфічного інституту ім. І. Федорова (1977—1989). Доцент кафедри монументальної скульптури Львівської академії мистецтв від 1992 року. Займається медальєрством, автор робіт у галузі станкової, монументальної та меморіальної скульптури.
Роботи
- «Наляканий» (1982, тонований гіпс).[3]
- «Спрага» (1983, гіпс).[4]
- Медаль «Іван Федоров» (1983).[2]
- «Якутка» (1984, гіпс).[5]
- «Львів'янка» (1985, гіпс).[5]
- Медаль «Битва під Прохорівкою» (1985).[2]
- «Викрадення Європи» (1987, кам'яна маса).[4]
- Трифігурна композиція «Покоси» (1988, бронза, лиття).[3]
- «Катерина», медаль 1989, гальваніка, діаметр 10,5.[6]
- «Мені 13-й минало…», медаль 1989, тонований гіпс, діаметр 11.[6]
- «Т. Г. Шевченко», медаль. 1989, тонований гіпс, діаметр 10,5.[6]
- «Т. Г. Шевченко», медаль. 1989, тонований гіпс, діаметр 11.[6]
- Пам'ятник Тарасові Шевченку в селі Шоломинь (1989, архітектор А. Лисенко).[7]
- Пам'ятник Тарасові Шевченку в селі Бородчиці (1990, архітектор А. Лисенко).[8]
- Пам'ятник Тарасові Шевченку в селі Вощанці (1991, архітектор А. Лисенко).[9]
- Медаль «Йосиф Сліпий» (1992).[2]
- «Незнищенність людської душі» (1993 тонований гіпс).[10]
- Пам'ятник Тарасові Шевченку в Надвірній (1996).[2]
- Пам'ятник Степанові Бандері у с. Воля-Задеревацька (1997)[11].
- Пам'ятник Мар'янові Панчишину у Львові (2000).[2]
- Медаль «Папа Іоан-Павло II» (2001).[2]
- Проект пам'ятника Покрові Пресвятої Богородиці перед церквою Покрови на вулиці Личаківській, 175 у Львові. Здобув третє місце на бліц-конкурсі 2001 року. Архітектор Ярослав Климовський.[12]
- Пам'ятник Степанові Бандері в Червонограді (2005).[2]
- Медаль до 150-річчя від дня народження Івана Франка (2006).[2]
- «Вавілон-І» (2009, бронза, скло 38×26×24).[13]
- Погруддя Намік Кема (не пізніше 2010, авторська техніка, 22×23×15).[14]
- Медаль «Мар'ян Панчишин» (2010, мідь, карбування, діаметр 5 см).[15]
- Медаль «Бій Пересвіта з Чолубеєм».[1]
- «Мелодія».[16]
- «Сміх (метод)», «Сміх (причина)» (бронза, лиття).[17]
- «Юність миру».[16]
- Алегоричні композиції «Невтримний часу лет», «Радість мирної юності», «Твоє джерело».[1]
- Двофігурна монументально-декоративна композиція «Пробудження».[1]
- Серія гротескних сільських типажів «Характери».[1]
- Погруддя Тарасові Шевченку в селі Пили (2014, архітектор А. Лисенко).[7]
- Стела Героям АТО та Небесної Сотні в Сокільниках (2018).[18]